# Blåringade bläckfiskar
Blåringade bläckfiskar (Hapalochlaena) är ett släkte av små bläckfiskar med en längd på en decimeter (två decimeter med utspridda tentakler).  De är mycket giftiga som följd av symbios med tetradotoxinproducerande bakterier. De lever vid Australiens kuster och i Sydostasien, oftast i grunt vatten.
Släktet beskrevs av den brittiske zoologen Guy Coburn Robson 1929.
Enligt en undersökning vid Museums Victoria, där man kombinerat genetisk och morfologisk analys med studier av ringmönstret, är antalet arter av blåringade bläckfiskar större än man tidigare trott. Över ett dussin nya arter upptäcktes vid undersökningen.
Blåringade bläckfisken är i normala fall gulaktigt brun, men när den utsätts för fara eller blir störd byter den färg och får en blå nyans. 
Om man till exempel under ett bad vid australiensiska kusten skulle bli biten av en blåringad bläckfisk känner man till en början inte ens att man har blivit biten, trots att djuret är mycket giftigt. Först efter flera timmar ger giftet upphov till flera svåra reaktioner. Man förlorar känseln i armar och ben, blir blind under timmar eller dagar och kan till och med dö av andningsförlamning. Bläckfiskens gift finns i saliven, och pressas in när bläckfisken biter sitt offer. Eftersom blåringade bläckfiskar inte är aggressiva så beror de flesta fall när människor blir bitna på att de plockat upp eller av misstag trampat på bläckfisken som bitit dem.
Gifttyp: Nervgift 
Födan är räkor, fisk och eremitkrabbor.

## Arter i urval
- Hapalochlaena lunulata
- Hapalochlaena fasciata
- Hapalochlaena maculosa